# Famiglia di comete
Una famiglia di comete è un insieme, più o meno numeroso, di comete periodiche caratterizzate da comuni parametri dinamici. A differenza dei membri di una famiglia di asteroidi, salvo eccezioni, non condividono una stessa origine, non sono cioè frammenti di un precedente corpo progenitore.

## Denominazione
Vista la loro eterogeneità, per le famiglie di comete non è stato sviluppato un sistema di denominazione omogeneo, il che conduce in alcuni casi a delle sovrapposizioni.
Quattro di esse sono associate ai giganti gassosi del Sistema solare esterno: Giove, Saturno, Urano e Nettuno. Tale denominazione evidenzia la caratteristica principale di questi gruppi, ovvero l'interagire periodicamente con il pianeta corrispondente.
Altre sono denominate da un membro del gruppo - famiglia di Halley, famiglia di Encke - o da una comunanza con una famiglia di asteroidi - Quasi Hilda Comet (QHC) associata alla famiglia Hilda di asteroidi.
Infine, tra le comete radenti sono state individuate alcune famiglie per le quali sembra possibile ricondursi alla frammentazione di comete progenitrici. Queste sono denominate dallo scopritore - Kreutz, Marsden, Meyer, Kracht.

## Storia
Le comete sono gli oggetti che manifestano la maggiore eterogeneità nel comportamento dinamico entro il sistema solare. Una prima classificazione distingue le comete di corto periodo (con periodo orbitale inferiore ai 200 anni) da quelle di lungo periodo (con periodo superiore ai 200 anni). Entro questa classificazione, tuttavia, si è cercato di individuare ulteriori raggruppamenti sulla base di altri parametri orbitali.

### Vecchia classificazione
Una vecchia classificazione, sviluppata agli inizi del Novecento, individuava le distanze perielica ed afelica quali elementi discriminanti. Si riteneva che il perielio (q) e l'afelio (Q) fossero punti dell'orbita dove le azioni attrattive dei pianeti avrebbero ottenuto il massimo effetto nell'alterazione delle orbite delle comete attorno al Sole. Per questa ragione, furono individuate quattro famiglie di comete, ognuna collegata ad uno dei pianeti del Sistema solare esterno.
Veniva assegnata alla famiglia di ciascun pianeta quella cometa che raggiungeva il perielio o l'afelio entro circa tre volte il raggio di Hill di quel pianeta. In particolare, Giove controllava le comete che al perielio raggiungevano una distanza compresa tra 4 e 6,6 UA dal Sole. Se l'afelio era contenuto nello stesso intervallo, la dinamica cui andava incontro la cometa era completamente comandata da Giove. Se l'afelio invece era compreso tra 6,6 e 12 UA dal Sole, allora l'oggetto vi avrebbe subito l'influenza di Saturno. Urano avrebbe influenzato le comete con afelio compreso tra 12 e 22,5 UA e Nettuno quelle con afelio compreso tra 22,5 e 32,5 UA.

### Nuova classificazione e proposte alternative
Tuttavia questa classificazione perse la propria forza negli anni Ottanta, quando da studi dinamici emerse che l'influenza di Giove superava grandemente quella di tutti gli altri pianeti e che, pertanto, un elemento maggiormente caratterizzante sarebbe stato il valore del parametro di Tisserand calcolato rispetto a Giove, TJ. In particolare fu proposto di considerare come appartenenti alla famiglia di Giove le comete con TJ > 2 e come appartenenti alla famiglia di Halley le comete con TJ < 2.
In seno a questa classificazione sono poi nate proposte di modifica. Lo scopo infatti di una caratterizzazione di questo tipo è permettere di seguire l'evoluzione dinamica delle comete e comprendere i meccanismi di cattura messi in atto prevalentemente da Giove.

## Famiglia di Giove
La famiglia cometaria di Giove (JFC) include la maggior parte delle comete periodiche di corto periodo.
Esse sono caratterizzate dall'avere il parametro di Tisserand calcolato rispetto a Giove, TJ, superiore a 2. Una classificazione alternativa seguita da Harold Levison e Martin Duncan (rilevante perché utilizzata tra gli altri dal Jet Propulsion Laboratory nel suo Small-Body Database) introduce un'ulteriore divisione all'interno di questo gruppo. Lasciano nella famiglia di Giove quelle comete con TJ compreso tra 2 e 3; mentre le comete con TJ superiore a 3 e semiasse maggiore inferiore a 5,203 UA, inferiore cioè al semiasse maggiore dell'orbita di Giove, sono raggruppate nella famiglia di Encke (ECF). Prototipo della famiglia è la Cometa Encke, da cui deriva il nome.

## Famiglia di Halley
La famiglia delle comete halleidi (HTC) include le comete caratterizzate da TJ inferiore a 2 e con un periodo inferiore ai 200 anni.
Il Jet Propulsion Laboratory impone, invece, solo un limite superiore ed inferiore sul periodo, rispettivamente 200 e 20 anni.
Prototipo di questa famiglia è la Cometa di Halley, da cui il nome.

## Famiglia delle comete della fascia principale
Negli ultimi anni sono state scoperte alcune comete che sono andate a costituire la famiglia delle comete della fascia principale (MBC, sigla in inglese), una parte di queste comete è costituita da asteroidi che avendo subito una collisione con un altro asteroide di dimensioni più piccole dà vita a manifestazioni simil-cometarie come una 
chioma e/o una o più code principalmente, se non esclusivamente, costituite di polveri.